# Чорна Річка (притока Річки)
Чорна Річка — річка  в Україні, у  Верховинському районі Івано-Франківської області, ліва притока Річки (басейн Дунаю).

## Опис
Довжина річки 10 км., похил — 63 м/км.  Площа басейну 35,2 км².

## Розташування
Бере  початок на південному заході від села Замагора і тече через нього переважно на північний схід. У селі Кросноїлля впадає у Річку, праву притоку Чорного Черемоша. 